# Architekten Von Ziegler und Balmer
Von Ziegler und Balmer Architekten war ein Architekturbüro von Erwin von Ziegler (1879–1968) und Hans Balmer (1881–1954) mit Sitz in St. Gallen, das von etwa 1910 bis 1956 tätig war, hauptsächlich in den Kantonen St. Gallen, Schaffhausen und Appenzell Ausserrhoden.

## Biographie

### Erwin von Ziegler
Erwin von Ziegler, geboren am 9. Februar 1879, verbrachte seine Kindheit und Jugend in Schaffhausen – seiner Vaterstadt blieb er über diverse Aufträge lange Zeit verbunden. Seine Ausbildung zum Architekten absolvierte er an der Technischen Hochschule Karlsruhe, als Lehrer erwähnt wird Friedrich Ratzel. Hier lernte er auch seinen späteren Kollegen Hans Balmer kennen. Seine architektonischen und künstlerischen Kenntnisse erweiterte von Ziegler auf Reisen zu alten europäischen Kunststätten. Speziell interessierte er sich auch für die Archäologie und die Schweizer Urgeschichte. Die im Ersten Weltkrieg als Kavalleriemajor geschlossenen Freundschaften blieben ihm ein Leben lang von grosser Bedeutung. Daneben war von Ziegler ein ausgesprochener Familienmensch. Er schied am 13. Februar 1968 kurz nach seinem 89. Geburtstag aus dem Leben.

### Hans Balmer
Hans Balmer wurde am 16. September 1881 im Pfarrhaus Waldenburg BL als Sohn des Pfarrers Immanuel Balmer und seiner Frau Elise, geb. Riehm, geboren. Seine Schulzeit verbrachte Balmer in Bäretswil im Zürcher Oberland, bis die Familie 1896 wiederum ins Baselbiet nach Riehen zog. Nach dem plötzlichen Tod des Vaters im Jahr 1898 musste Hans als ältester Sohn das Gymnasium in Basel aufgeben. Anstatt Medizin zu studieren, absolvierte er eine Zeichnerlehre. Seine künstlerische Ader konnte er in diesem Beruf jedoch nicht ausleben. Familiäre Bindungen nach Karlsruhe ermöglichten es ihm, dort an der Technischen Hochschule Architektur zu studieren. Nach Abschluss des Studiums fand er eine Anstellung bei einem seiner Lehrer, Friedrich Ratzel, bevor ihn sein Studienkollege Erwin von Ziegler zuerst als Mitarbeiter und später als Mitinhaber für das im Jahr 1911 in St. Gallen gegründete Architekturbüro gewann.
Im Jahr 1913 heiratete Hans Balmer Hanna Wiesmann, Tochter von Paul Wiesmann, Chefarzt am Bezirksspital Herisau. Herisau wurde damit zur neuen Heimat Balmers, hier lebte er mit seiner Ehefrau und den vier gemeinsamen Kindern bis zum Lebensende.
Bis zu seinem 50. Lebensjahr hielt sich Hans Balmer mit ausserberuflichen Engagements zurück. In den 1930er Jahren wurde er in der Schulgemeinde Herisau aktiv, zuerst als Mitglied verschiedener Schulkommissionen, schliesslich ab 1937 als Schulpräsident und gleichzeitig als Gemeinderat. Nach Beendigung dieser Ämter diente Balmer während des Zweiten Weltkrieges der Schweizer Armee als Kommandant des Hilfsdienst-Baudetachement I von Appenzell Ausserrhoden.
Seine Hauptanliegen lagen indes seit jeher im künstlerisch-kulturellen Bereich. Mehr als vier Jahrzehnte lang war Hans Balmer im st.-gallischen Heimatschutz engagiert, wo er seinen beruflichen Erfahrungsschatz einbringen und so zum Gelingen von Restaurierungen, aber auch zum Verhindern von unpassenden Bauprojekten entscheidend beitragen konnte. In Herisau gehörte er jahrelang zum Vorstand des Casinovereins, dessen neuen Saalbau er 1939 vollenden durfte. Zudem war er einer der Gründer des Heimatmuseums und des Historischen Vereins von Herisau.
Am 30. November 1954 verstarb Hans Balmer an den Folgen eines Hirnschlags.

## Architektonisches Werk

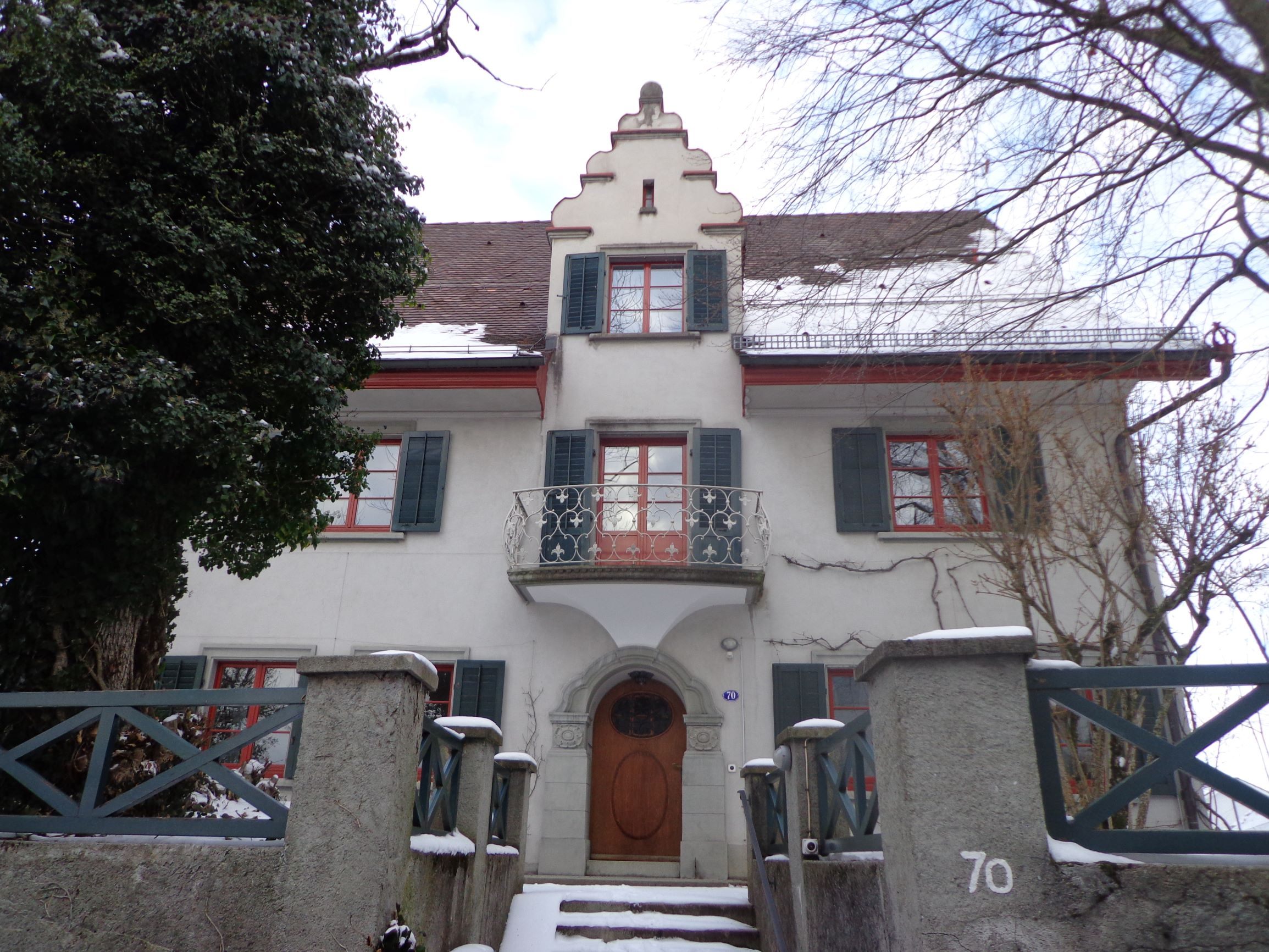
Höhenweg 70, St. Gallen, 2018

Das architektonische Werk der Architekten von Ziegler und Balmer umfasst Bauten aus fünf Jahrzehnten, von Anfang der 1910er bis Ende der 1950er Jahre. Das Frühwerk ist gekennzeichnet von einem Heimatstil, angereichert mit verschiedenen Stilzitaten, sei dies aus der Burgenromantik mit Rundturm, in eher barockisierender Art mit geschweiften Vordächern oder in deutscher Neurenaissance mit Blendgiebel. In dieser Epoche entstanden vorwiegend Einfamilienhäuser für den erstarkenden Mittelstand, der dieser Stilrichtung sehr zugeneigt war. Beispielhaft für diese Bauten ist das Landhaus am Höhenweg 70 in St. Gallen, erbaut 1913–14 für den Stickereikaufmann Ernst A. Steiger-Züst. Das Wohnhaus zeigt sowohl Einflüsse aus dem Historismus wie auch aus der Landhausarchitektur des frühen 20. Jahrhunderts. Jede Fassade ist ihrer Funktion entsprechend verschieden gestaltet. Kompositorisch überzeugend ist insbesondere der erhöhte, zentrale Eingangsbereich mit Balkon und einem geschweiften, abgetreppten Giebel nach der Art der deutschen Renaissance. Zum Frühwerk in den 1910er Jahren gehören auch einige Umbauten historischer, häufig barocker Geschäftshäuser in der St. Galler Altstadt, aus denen qualitativ hochstehende Innenausbauten hervorgingen. Erhalten ist davon beispielsweise die Schalterhalle der Bank Notenstein (heute Vontobel) am Bohl 17.
Zu Beginn der 1920er Jahre vereinfachten sich die Formen und die Bauten näherten sich einem schlichten Neuklassizismus an. Stellvertretend für diese Phase des Schaffens steht das 1921–1922 erbaute evangelische Pfarrhaus in St. Gallen-Lachen, das zugleich den ersten Auftrag für eine öffentliche Bauherrschaft darstellt. Die strenge Gliederung des kompakten Baukörpers verweist bereits auf die 1930er Jahre, während die formale Gestaltung der Details mit Rundbögen, Säulen und expressiven Fenstergittern noch historisierend bleibt. Das Pfarrhaus ist heute der älteste Teil des kirchlichen Ensembles mit dem ebenfalls von von Ziegler und Balmer erstellten Kirchgemeindehaus (1934) und dem Glockenturm von Bärlocher und Unger (1962).
Die schrittweise Reduktion fortgeführt haben von Ziegler und Balmer 1926 mit der Bleicherei der Firma Heberlein in Wattwil, einem Fabrikgebäude im Stil des Art-déco, dessen einzige Gliederung noch in aufbetonierten, spitz hervortretenden Lisenen besteht. Die Fabrik wurde stillgelegt und 2010 umgenutzt. Einer nüchternen Sachlichkeit verpflichtet ist der Bau des «Roten Schulhauses», einem Erweiterungsbau der Kantonsschule Trogen von 1931. Einen Höhepunkt im Schaffen der Architekten markiert der Bau der St. Gallischen Creditanstalt am Marktplatz in St. Gallen, vollendet 1935: Neuklassizistische Monumentalität an einem der wichtigsten Plätze der Altstadt, klassischer Aufbau, strenge Regelmässigkeit in der Gliederung und starke Reduktion in der formalen Gestaltung durch feine Lisenen im Sockelgeschoss, einfachste Fenstereinfassungen und stilisierte Konsolen unter dem Dachgesims. Die Vorgeschichte – hier hätte lange Zeit ein neues Rathaus entstehen sollen, stattdessen wurde das Stadtzentrum «privatisiert» – ist geprägt von sozialen Spannungen der Zwischenkriegszeit. «Eine Bank mit Loggia, schon fast ein Rathaus.»

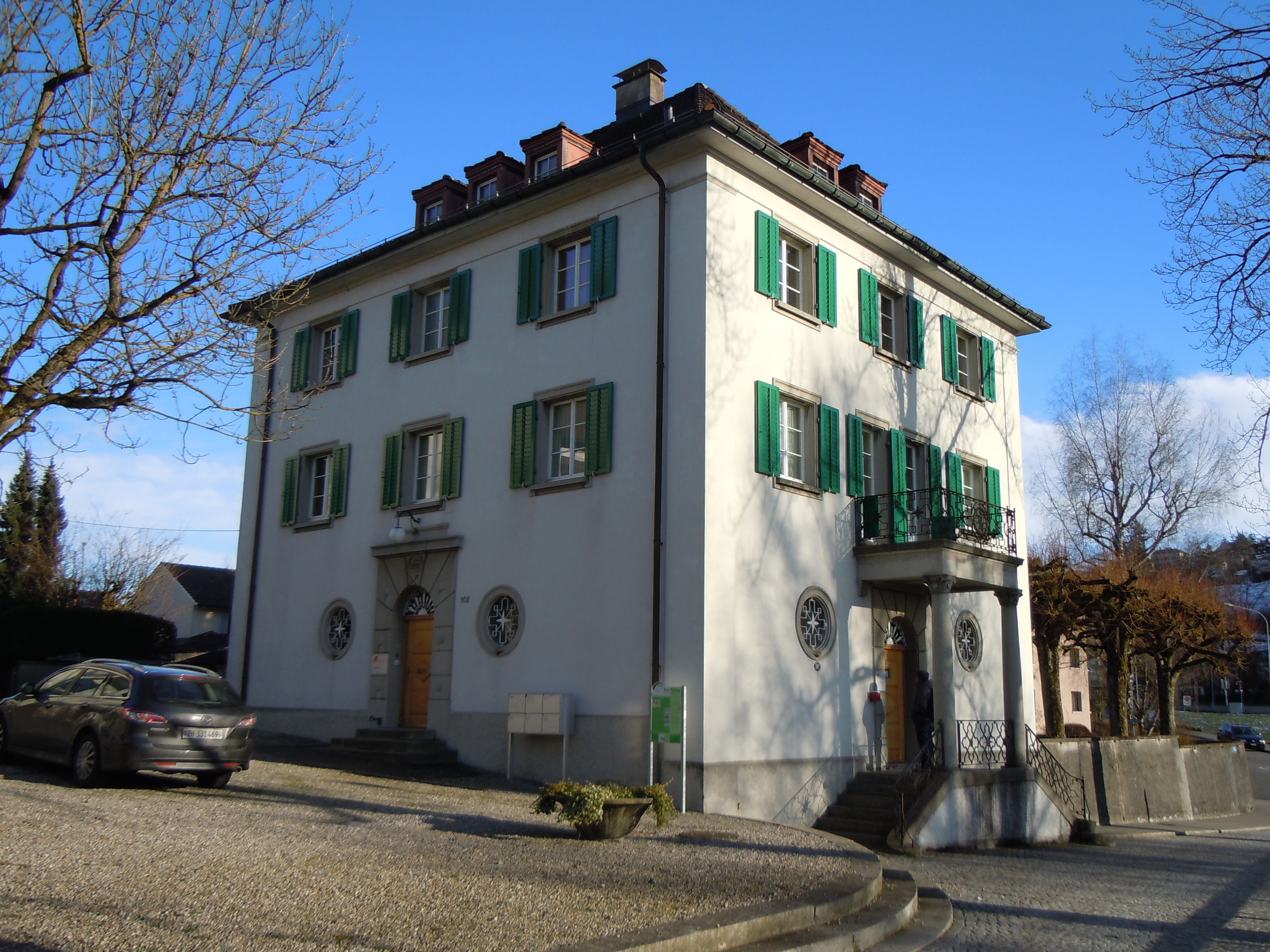
Evang. Pfarrhaus St. Gallen-Lachen, 2015

Gegen Ende der beruflichen Tätigkeit, in den 1940er und 1950er Jahren, realisierten von Ziegler und Balmer vorwiegend öffentliche, auch sakrale Bauaufgaben, u. a. die Kirchen in Berneck, Wittenbach und Kirchberg sowie das Dienstgebäude des St. Galler Kantonsspitals, während gleichzeitig die neuen Teilhaber Felix Bärlocher und Fred Unger allmählich die Führung des Architekturbüros übernahmen.
Die Architekten von Ziegler und Balmer hinterliessen ein umfangreiches Werk, das eine grosse Vielfalt an zeitgenössischen Strömungen aufweist und einen Querschnitt der Architekturentwicklung in der ersten Hälfte des 20. Jahrhunderts zeigt. Als Schüler des noch dem Stilpluralismus des 19. Jahrhunderts verhafteten Karlsruher Hochschullehrers Friedrich Ratzel ist ihr Werk zu Beginn noch stark den historisierenden Stilen verpflichtet. Über die Hinwendung zum Klassizismus und eine allmähliche, schrittweise formale Reduktion fanden sie zu einer nüchternen Sachlichkeit. Stets versuchten von Ziegler und Balmer, den Geschmack der breiteren Bevölkerung zu bedienen, indem sie es vermieden, zu avantgardistisch, zu kompromisslos zu bauen. Sie blieben pragmatisch und behielten stets das nötige Augenmass für das Detail, was sie zu entsprechendem Erfolg und Ansehen führte.

## Nachlass

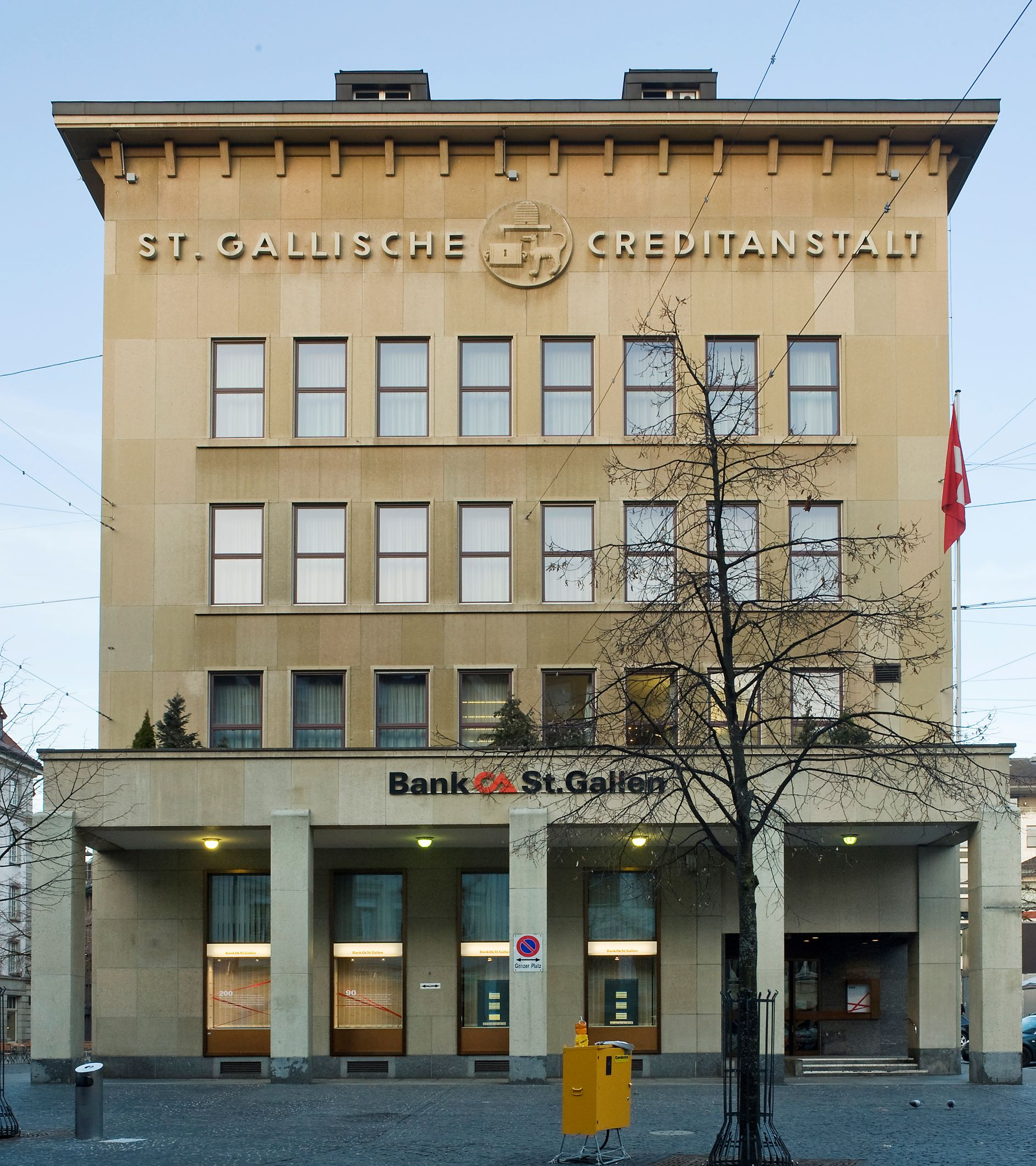
St. Gallische Creditanstalt am Marktplatz 1, St. Gallen, 2011 (heute acrevis Bank)

Das Architekturbüro von Ziegler und Balmer wurde ungefähr um 1960 von den Architekten Felix Bärlocher und Fred Unger übernommen. Bereits einige Jahre zuvor waren diese als Teilhaber im Büro eingestiegen. Bärlocher und Unger wiederum übergaben das Büro später an Heinz Höhener. Höhener selbst gab den Beruf des Architekten im Jahr 1996 auf, als er die Möglichkeit erhielt, die Heimgartner Fahnen AG, Wil SG, zu übernehmen. Der bereits damals sehr reduzierte Nachlass des Architekturbüros wurde bei der Betriebsauflösung von Höhener nach Möglichkeit an die Auftraggeber oder deren Nachkommen übergeben und andernfalls entsorgt.